# Marion Monnier
Marion Monnier (* 1979) ist eine französische Filmeditorin.

## Leben
Marion Monnier ist im Filmschnitt seit 2004 tätig, dabei die ersten Jahre noch als Schnitt-Assistentin. Sie ist Stamm-Editorin der Regisseurin Mia Hansen-Løve. Für die mehrstündige Biografie Carlos – Der Schakal wurde sie 2010 mit dem Europäischen Filmpreis für den „Besten Schnitt“ ausgezeichnet. Insgesamt wirkte sie bei mehr als 40 französischen Spielfilm-Produktionen mit.

## Filmografie (Auswahl)
- 2007: Tout est pardonné
- 2009: Der Vater meiner Kinder (Le père de mes enfants)
- 2010: Small World (Je n’ai rien oublié)
- 2010: Carlos – Der Schakal (Carlos)
- 2011: Eine Jugendliebe (Un amour de jeunesse)
- 2014: Die Wolken von Sils Maria (Clouds of Sils Maria)
- 2015: Dieses Sommergefühl (Ce sentiment de l’été)
- 2016: Alles was kommt (L’Avenir)
- 2016: Unterwegs mit Jacqueline (La vache)
- 2016: Personal Shopper
- 2019: Willkommen in der Nachbarschaft (Jusqu’ici tout va bien)
- 2021: Bergman Island
- 2021: Enthüllung einer Staatsaffäre (Enquête sur un scandale d’État)
- 2022: Passagiere der Nacht (Les passagers de la nuit)
- 2022: An einem schönen Morgen (Un beau matin)
- 2022: Irma Vep (Fernsehachtteiler)
- 2024: Hors du temps
- 2024: À son image